# Okręg wyborczy Dunwich
Okręg wyborczy Dunwich powstał w 1298 r. i wysyłał do angielskiej, a następnie brytyjskiej, Izby Gmin dwóch deputowanych. Dunwich było portowym miastem 30 mil od Ipswich, ale w 1670 r. morze wdarło się do portu, a Dunwich stało się wioską. W XIX w. w tym „zgniłym okręgu” mieszkało 32 wyborów, uzależnionych od swoich „patronów”: lorda Huntingfielda i Snowdona Barne’a. Okręg został zlikwidowany w 1832 r.

## Deputowani do brytyjskiej Izby Gmin z okręgu Dunwich
- 1660–1671: John Rous
- 1660–1661: Henry Bedingfield
- 1661–1670: Richard Coke
- 1670–1679: John Pettus
- 1671–1678: William Wood
- 1678–1679: Thomas Allin
- 1679–1685: Philip Skippon
- 1679–1685: Robert Kemp
- 1685–1689: Roger North, torysi
- 1685–1689: Thomas Knyvett, torysi
- 1689–1691: Philip Skippon
- 1689–1700: Robert Rich, wigowie
- 1691–1695: John Bence
- 1695–1701: Henry Heveningham
- 1700–1709: Charles Blois
- 1701–1705: Robert Kemp
- 1705–1708: John Rous
- 1708–1709: Robert Kemp
- 1709–1710: Richard Allin
- 1709–1710: Daniel Harvey
- 1710–1715: George Downing
- 1710–1713: Richard Richardson
- 1713–1715: Robert Kemp
- 1715–1722: Robert Rich
- 1715–1722: Charles Long
- 1722–1749: George Downing
- 1722–1722: Edward Vernon
- 1722–1726: John Ward
- 1726–1727: John Sambrooke
- 1727–1734: Thomas Wyndham
- 1734–1738: Orlando Bridgeman
- 1738–1741: William Morden
- 1741–1747: Jacob Garrard Downing
- 1747–1754: Miles Barne
- 1749–1761: Jacob Garrard Downing
- 1754–1758: Soame Jenyns
- 1758–1761: Alexander Forrester
- 1761–1763: Henry Fox
- 1761–1768: Eliab Harvey
- 1763–1764: Jacob Garrard Downing
- 1764–1777: Miles Barne
- 1768–1790: Gerard Vanneck
- 1777–1791: Barne Barne
- 1790–1816: Joshua Vanneck, 1. baron Huntingfield
- 1791–1796: Miles Barne
- 1796–1812: Snowdon Barne
- 1812–1830: Michael Barne
- 1816–1819: Joshua Vanneck, 2. baron Huntingfield, torysi
- 1819–1820: William Alexander Mackinnon
- 1820–1826: George Henry Cherry
- 1826–1831: Andrew Arcedeckne
- 1830–1832: Frederick Barne
- 1831–1832: George Pratt, hrabia Brecknock, torysi
- 1832–1832: William Lowther, wicehrabia Lowther, torysi